# Stadio Municipale El Val
Lo Stadio Municipale El Val (in spagnolo Estadio Municipal El Val) è uno stadio situato nel sobborgo di Alcalá de Henares a Madrid, in Spagna. 
Inaugurato nell'estate del 1973, è  di proprietà del comune e ha una capacità di circa 5.000 spettatori. Viene utilizzato per le partite casalinghe del Real Alcalá. Il campo è in erba naturale e ha dimensioni di 108 x 70 m.